# Fidenza
Fidenza (emilián nyelven Fidénsa), régi nevén Borgo San Donnino (emilián nyelven Burägh San Dunén) település Olaszországban, Emilia-Romagna régióban, Parma megyében. Lakosainak száma 26 945 fő (2023. január 1.). Fidenza Busseto, Medesano, Noceto, Soragna, Alseno, Fontanellato és Salsomaggiore Terme községekkel határos.

## Népesség
A település lakossága az elmúlt években az alábbi módon változott:
| Lakosok száma | 26 826 | 26 898 | 26 945 |
|               | 2017   | 2018   | 2023   |